# Hive (supervillano)
Hive es un supervillano ficticio que aparece en los cómics estadounidenses publicados por Marvel Comics. Fue un experimento realizado para encarnar físicamente a los ideales de la banda terrorista ficticia HYDRA. La entidad se compone de un número incalculable de parásitos genéticamente modificados.
Hive aparece en el Universo cinematográfico de Marvel, en la serie de televisión Agents of S.H.I.E.L.D., donde es un antiguo Inhumano y es representado principalmente por Brett Dalton.

## Historial de publicaciones
Apareció por primera vez en Secret Warriors # 2 (mayo de 2009) y fue creado por Brian Michael Bendis y Alex Maleev.

## Historia
Hive fue creado en los laboratorios de HYDRA, en su base de operaciones de Gehena. Un agente de HYDRA desconocido e inconsciente fue ofrecido / alimentado a estos parásitos como anfitrión en torno al cual podían fundirse en un ser singular. Grotesco y amenazante, tanto en estatura y apariencia, Hive no tenía identidad propia, perse, ya que su voluntad colectiva domina el huésped humano que envuelve. Sin embargo, posee una inteligencia tranquila y astucia y como resultado de su condicionamiento está completamente dedicado a la causa de HYDRA en la medida en que el Barón Strucker nombrado como una figura decorativa junto a sí mismo, Viper, Gorgon, Kraken y la nueva Madame Hydra en forma de triple agente, Valentina Allegra de Fontaine.
Cuando HYDRA fue a la guerra contra la organización rival, Leviathan, Valentina reveló su verdadera lealtad y asesinó a su predecesora Viper. Cuando Strucker y las otras cabezas descubrieron el cadáver de Viper, la Colmena los sorprendió y horrorizó a todos al fusionarse con el cuerpo de la mujer fallecida reanimando a Viper, pero con los parásitos reuniéndose en una masa bulbosa sobre su cabeza con cuatro tentáculos prensiles.
Nick Fury tiene uno de sus equipos dirigidos por su hijo Mikel Fury, enviados a destruir la base de Hive, situada en el Océano Índico. El equipo es atacado por cientos de agentes de HYDRA, siendo controlados por el mismo Hive. El equipo está lleno, pero no antes de sacrificar a sí mismos para hacer estallar la base presumiblemente matando a Hive.
Tomando de nuevo su título de Madame Hydra, Viper y posteriormente Gorgon se separó de agarre debilitamiento del Barón Strucker en HYDRA y formó una alianza con Norman Osborn, en la organización H.A.M.M.E.R. Durante esta breve y frágil unión, Osborn dispuso a Madame Hydra para someterse a una cirugía, para extirpar a Hive de ella de una manera que sería mantenerlo vivo.
Más tarde, la nueva Madame HYDRA encontró vivo a Hive en una cripta decorada con HYDRA en Egipto en su intento de formar un nuevo Consejo Superior de HYDRA para ayudar a Steve Rogers, a quien Red Skull le alteró su historia para ser un agente dormido de HYDRA durante años por su clon usando los poderes de KOBIK.
Durante la historia del Imperio Secreto, se muestra que Hive tomó el control de La Mano cuando el Underground se encuentra con él y Gorgon en Madripoor. Hive es derrotado por Tony Stark A.I

## Poderes y habilidades
El cuerpo de Hive mientras siendo bípeda, no es una figura sólida, sino una congregación retorciéndose de sus muchos parásitos. Como tal, estos parásitos pueden en realidad pestillo lejos de la masa y atacar a otros a alta velocidad, haciéndolos eficaces armas de proyectiles. Como uno, Hive es capaz de afirmarse como individuo, aunque sin nombre o personalidad. De esta forma es capaz del habla y el lenguaje, sin embargo, es desconocido, aunque se habla también por otros agentes de HYDRA, lo que sugiere que es uno de su propio diseño, creado por el secreto estratégico a la hora en el campo. Es capaz de respirar tanto en tierra como bajo el agua.
El nivel de intensidad de Hive, de hecho, nunca se reveló, pero se da a entender que posee una fuerza física superior a la media de los esfuerzos combinados de su única debilidad de parásitos. Es que a pesar de la letalidad de sus parásitos que todavía tiene las limitaciones físicas de sus recursos humanos como anfitrión; en otras palabras, si bien puede mejorar la fuerza y la capacidad del huésped no puede realizar imposibilidades como vuelo si el anfitrión no puede. También, de cualquier dolencia que aquejan al anfitrión antes de la absorción todavía estarán presentes y afectarán a Hive por ejemplo, su huésped humano original poseía un trastorno de la sangre a minutos y también era un diabético, por lo tanto, porque los líderes de HYDRA le considerará como forraje para el experimento Hive y tendría también lo hizo lo suficientemente débil como para ser absorbido. Estas enfermedades también habrían estado presentes dentro de Hive después. Cuando más tarde, se fusionó con Viper, estas dolencias ya no están presentes.

## En otros medios

### Televisión
- La versión inhumana de Hive, también conocido como Alveus, aparece como el antagonista principal en la temporada 3 de Agents of S.H.I.E.L.D. Originalmente es un guerrero Maya en tiempos antiguos (interpretado por Jason Glover), quien fue capturado por unos Kree, y se convirtió en uno de sus primeros sujetos en someterse a la Terrigenesis, un proceso utilizado para crear súper soldados conocidos como los Inhumanos.[9] La Terrigenesis lo transforma en una masa de parásitos celulares que sobrevive por habitar un huésped humano muerto, ganando sus recuerdos en el proceso, y puede manifestarse en una cabeza alienígena con tentáculos que se sobresalen. Hive puede expulsar a los parásitos para devorar a los humanos para su nutrición, o infectar a los inhumanos para "influir" bajo su control en una mente colmena.[10] Los antiguos Inhumanos le temían y utilizan la tecnología Kree para desterrarlo a un planeta lejano llamado Maveth.[11] Sus adoradores restantes establecieron una sociedad secreta para preparar al mundo, su regreso (en última instancia, evolucionando hacia la organización terrorista HYDRA) y proporcionar nuevas víctimas y anfitriones, incluyendo al Señor Manzini (interpretado por Daniel J. Wolfe),[12] Nathaniel Malick (interpretado por Joel Courtney)[13] y un astronauta de la NASA, Will Daniels (interpretado por Dillon Casey). A través de los esfuerzos de HYDRA, Hive regresa a la Tierra en el cadáver del líder de HYDRA Grant Ward (interpretado por Brett Dalton).[14] Hive tiene el control de Hydra y recrea el experimento de Terrigenesis, tomando una ojiva nuclear para difundir a todo el mundo un virus que transforma a los humanos infectados en guerreros Inhumanos primitivos.[15] Sus esfuerzos se ven frustrados por S.H.I.E.L.D., cuando Lincoln Campbell lo atrapa en un Quinjet obligándolo a ir al espacio, con la ojiva nuclear, que explota, matando a ambos.[16] En la quinta temporada, en el episodio "The Real Deal", una manifestación de temor de Hive se encuentra entre las manifestaciones de miedo que se liberaron cuando el Kree Beacon explotó cerca de los tres monolitos. Fue destruido por Phil Coulson y Deathlok.[17]